# Franco Montanari
Franco Montanari (Sannazzaro de' Burgondi, 24 maggio 1950) è un grecista e filologo classico italiano.
È noto per aver curato il GI - Vocabolario della lingua greca, edito da Loescher a partire dal 1995, a capo di un gruppo di trenta ricercatori.

## Biografia
È stato allievo del professor Domenico Magnino al liceo classico Ugo Foscolo di Pavia; in seguito ha frequentato la Scuola Normale Superiore e l'Università di Pisa, dove si è laureato con Graziano Arrighetti in letteratura greca nel 1973. Presso la Facoltà di Lettere dell'Università di Pisa, dal 1977 al 1983, è stato docente incaricato di filologia bizantina e, dal 1983 al 1986, professore associato di grammatica greca.
Nel 1986 è passato all'Università di Genova, come professore ordinario prima di lingua e letteratura greca, presso la Facoltà di Magistero, e poi, dal 1991 al 2020, di letteratura greca presso la Facoltà di Lettere (oggi Scuola di Scienze Umanistiche). La sua attività scientifica riguarda principalmente la filologia omerica nell'antichità. Ha indagato il rapporto tra il Peripato e Alessandria nella tradizione grammaticale antica, sostenendo la tesi della continuità.
Membro del Bureau e tesoriere della FIEC (Fédération Internationale des Associations des Études Classiques), ha fatto parte del Comitato internazionale dei IX, X e XII comitati internazionali della FIEC (Pisa 1989, Québec 1994, Brasile 2004); è, inoltre, membro della SIBC (Societé Internationale de Bibliographie Classique), direttore del CIAPh (Centro italiano dell'Année philologique), del consiglio scientifico del Centro Studi sui papiri e i documenti antichi "G. Vitelli" dell'Università di Firenze e del comitato scientifico del "Corpus dei Papiri Filosofici greci e latini", pubblicato dall'Accademia "La Colombaria" di Firenze. È membro dell'Advisory Board della Bibliotheca scriptorum Graecorum et Romanorum Teubneriana, la più prestigiosa collana di edizioni critiche dei testi greci e latini.
Ha partecipato a diversi progetti di ricerca in ambito nazionale e internazionale (Lessico dei Grammatici Greci Antichi, Poor Attested Words in Ancient Greek, Catalogus Philologorum Classicorum, confluiti nel progetto Aristarchus dell'Università di Genova; Enciclopedia dell'antico Einaudi) e pubblicato oltre duecentosessanta lavori, oltre a far parte del comitato scientifico di alcune riviste specialistiche.
Dal 2003 al 2009 è stato presidente dell'Associazione Normalisti. Dal 2009 dirige la Rivista di filologia e di istruzione classica.

## Curiosità
- Ha fatto da relatore a Silvia Ronchey e a Paolo Cesaretti presso l'Università di Pisa.

## Opere
- Studi di filologia omerica antica I, Pisa, Giardini Editori, 1979
- Introduzione a Omero. Con un'appendice su Esiodo, Firenze, Sansoni, 1990
- Studi di filologia omerica antica II, Pisa, Giardini Editori, 1995
- GI – Vocabolario della lingua greca, con la collaborazione di I. Garofalo e D. Manetti, Torino, Loescher, 1995
- The Fragments of Hellenistic Scholarship, in Collecting fragments - Fragmente sammeln, a cura di G.W. Most, "Aporemata: Kritische Studien zur Philologiegeschichte" 1, Göttingen, Vandenhoeck & Ruprecht, 1997
- Antichi commenti a Omero, in Omero. Gli aedi, i poemi, gli interpreti, a cura di F. Montanari, Firenze, La Nuova Italia, 1998
- Ancora sul Mythographus Homericus (e l'Odissea), in La mythologie et l'Odyssée, textes réunis par A. Hurst et F. Létoublon, Genève 2002
- Prima lezione di letteratura greca, Roma-Bari, Laterza, 2003
- Non possiamo liberarci del greco e del latino, in Rimuovere i classici? Cultura classica e società contemporanea, a cura di F. Montanari, Torino, Einaudi Scuola, 2003
- Troia omerica e Troia anatolica. L'eterno dubbio fra realtà e fantasia, in Troia tra realtà e leggenda, a cura di G. Burzacchini, con la collaborazione di G. Alvoni e M. Magnani, Parma, MUP Editore, 2005
- con Andrea Barabino, Nicoletta Marini, Hellenikon phronema, 2005, Loescher
- Saffo. Diario segreto. La vera storia dei miei amori, 2005, Ed. Guida
- Storia della letteratura greca, con la collaborazione di Fausto Montana, 1998, Laterza
- con Fausto Montana, Storia della letteratura greca. Dalle origini all'età imperiale, 2010, Laterza
- Storia della letteratura greca, vol I L’età arcaica e l’età classica, Roma, 2017, Edizioni di Storia e Letteratura
- Storia della letteratura greca, vol. II L’età ellenistica e l’età imperiale, Roma, 2017, Edizioni di Storia e Letteratura